# 姚王庄镇
姚王庄镇，是中华人民共和国河北省唐山市滦南县下辖的一个乡镇级行政单位。

## 行政区划
姚王庄镇下辖以下地区：
独屯村、沙窝村、前麻湾村、后麻湾村、张麻湾村、赵麻湾村、姚王庄村、党庄村、董马庄村、曹杨碾村、崔楼村、寺上村、郑庄村、生理庄村、刘道口村、沈道口村、南张庄村、南刘庄村、北村、洪庄村、李营村、李庄村、胡许庄村、白庄村、新刘庄村、土桥村、石桥村和板桥村。